# Talens (winkel)
Talens is een Nederlandse foto- en videowinkelketen, waar fotocamera's, videocamera's en toebehoren worden verkocht, aangesloten bij de organisatie INFO/Europafoto u.a.. Het bedrijf opende zijn eerste vestiging in 1931 in Delft, met als eigenaar L.J. Talens (1903 - 1999). In de loop der jaren werden er nog veel meer filialen opgericht, hoewel in 2005 door een reorganisatie weer een aantal winkels verdwenen. 